# Station Hørning
Station Hørning is een station in Hørning in de  Deense gemeente Skanderborg. Het station ligt aan de intercitylijn tussen Aarhus en Fredericia.
Het station in Hørning werd in 1868 geopend tegelijk met de opening van de spoorlijn. Het stationsgebouw was een ontwerp van de architect N.P.C. Holsøe.
In 1974 werd Hørning gedegradeerd tot halte en in 1979 werd het reizigersvervoer gestaakt. In 2003 werd de halte heropend. Hørning wordt bediend door de treinen van GoCollective op de lijn Aarhus - Skjern.